# Madžid Abdulah
Madžid Ahmed Abdulah al-Muhammed (arapski: ماجد عبد الله, Jeddah, Saudijska Arabija, 1. studenog 1959.) je bivši saudijsko-arabijski nogometaš

## Karijera
Madžid Abdulah je profesionalnu karijeru započeo 1977. godine i svih 21 godinu karijere proveo je u Al-Nasru za kojeg je odigrao 240 službenih utakmica i postigao 260 pogodaka.

## Reprezentativna karijera
Za Nogometnu reprezentacija Saudijske Arabije Madžid Abdulah je odigrao 116 utakmica i postigao 79 pogodaka tijekom 17-godišnje karijere. Nastupio je na jednom Svjetskom prvenstvu 1994. godine.

## Vanjske poveznice
- Statistika